# 室内装飾

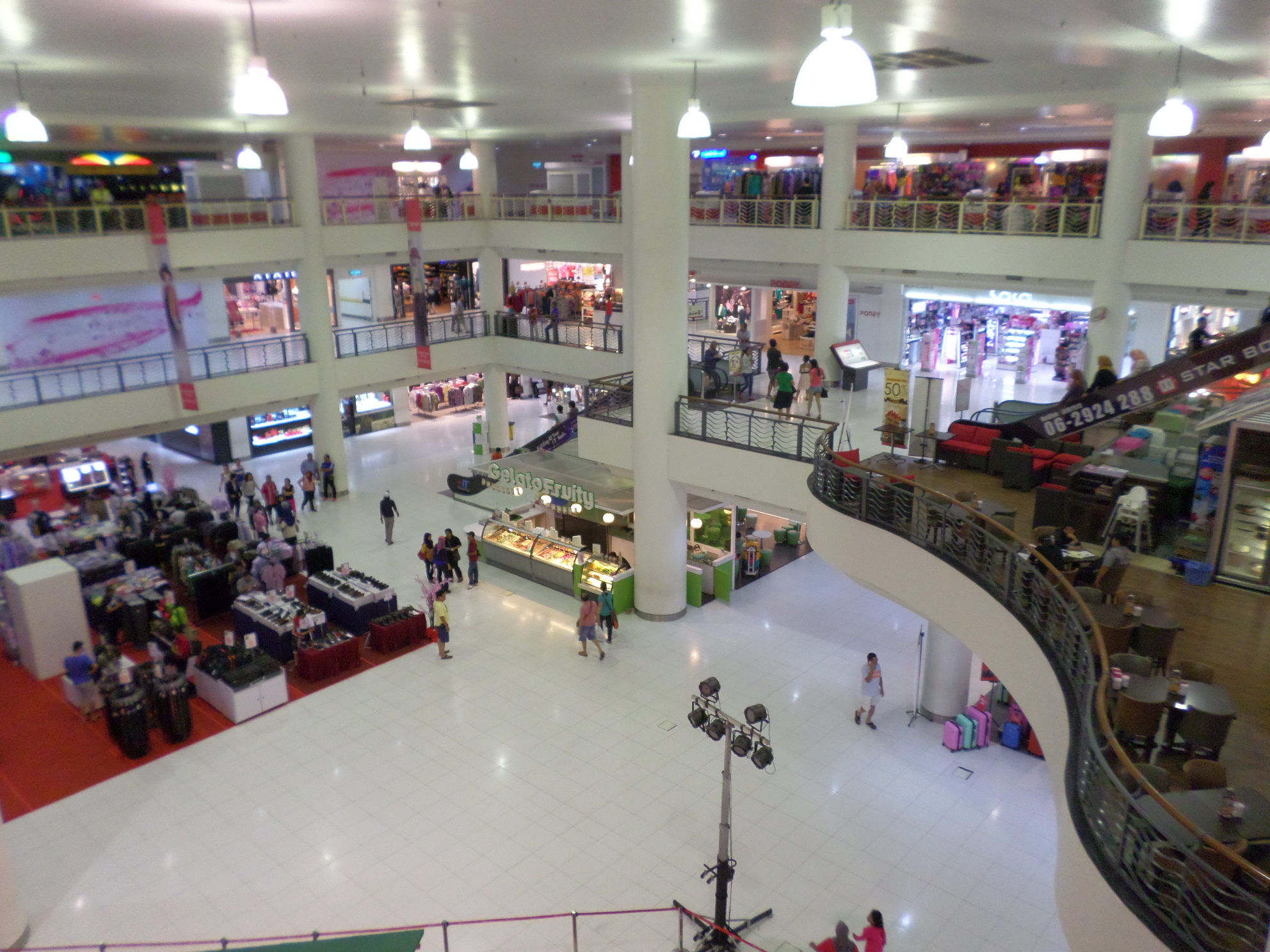
室内装飾

室内装饰是英语中表示内心的单词，换言之，在日语中是室内装饰品的意思，表示房间和交通工具的室内装饰和与其附带的照明、装饰家具（Decorative arts）。广义的室内装饰指的是室内装饰的全部物品，狭义上只指其中装饰性特殊化的东西。另外，比起装饰品、家具本身，室内空间的概念更强烈。